# 1-Dodecen
1-Dodecen ist eine chemische Verbindung aus der Gruppe der aliphatischen ungesättigten Kohlenwasserstoffe.

## Vorkommen

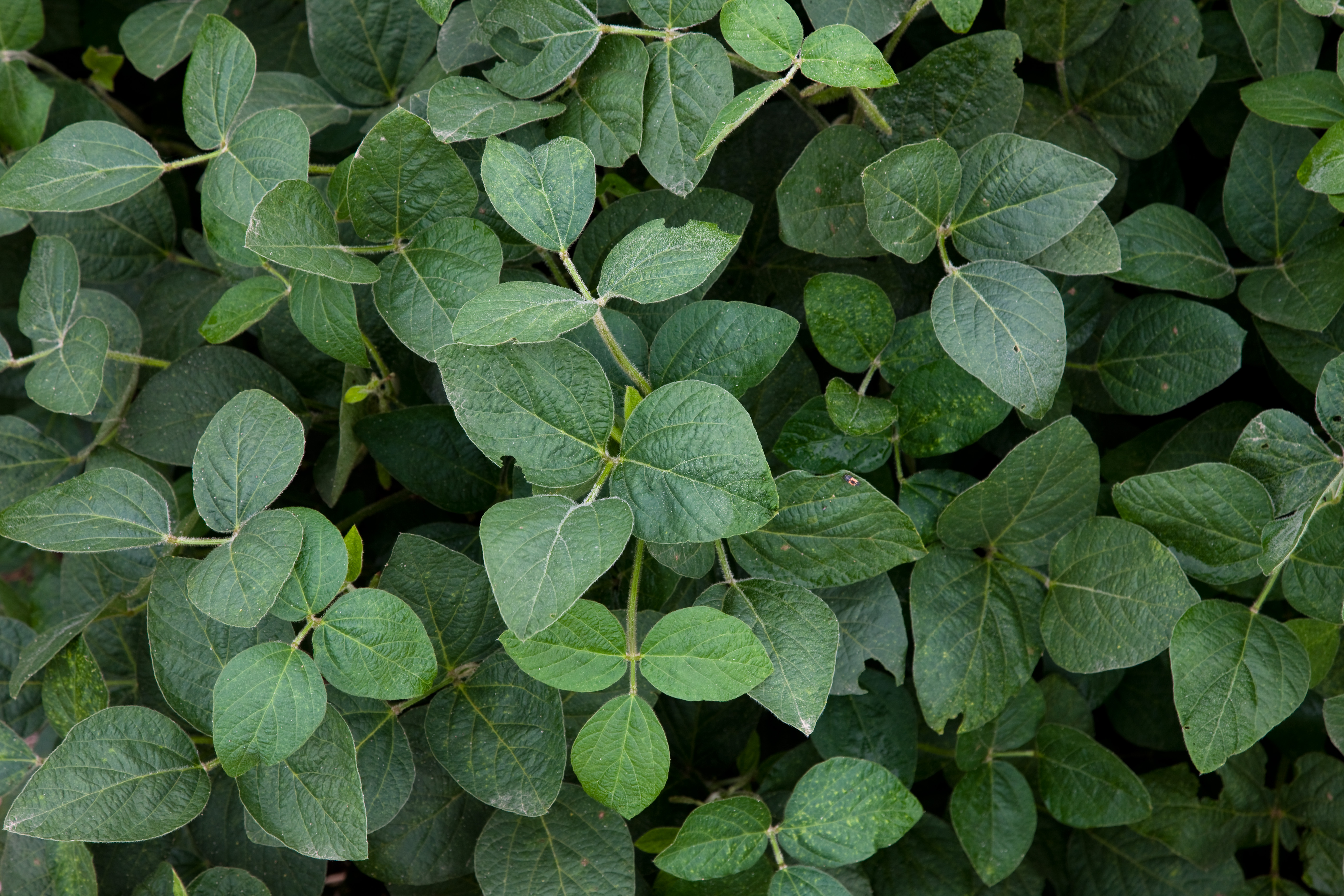
Sojabohnen

1-Dodecen kommt natürlich in der Sojabohnenpflanze und als Beiprodukt in der Erdölindustrie beim Cracken und der Pyrolyse vor.

## Gewinnung und Darstellung
1-Dodecen kann durch einen Ziegler-Prozess von Ethylen mit Triethylaluminium als Katalysator gewonnen werden.

## Eigenschaften
1-Dodecen ist eine farblose Flüssigkeit mit benzolartigem Geruch, welche praktisch unlöslich in Wasser ist.

## Sicherheitshinweise
Die Dämpfe von 1-Dodecen können mit Luft ein explosionsfähiges Gemisch (Flammpunkt 76 °C, Zündtemperatur 225 °C) bilden.

## Verwendung
Durch Reaktion mit Schwefelwasserstoff kann tert-Dodecanthiol hergestellt werden.